# Штурмовая авиация

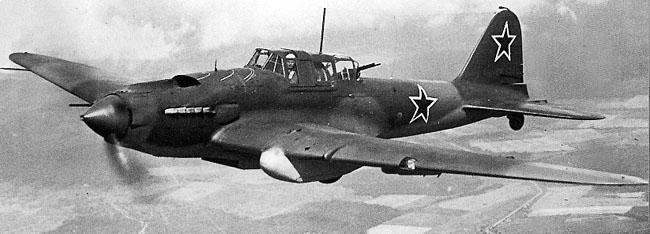
Советский Ил-2 — штурмовик Второй мировой войны

Штурмовая авиация — один из родов фронтовой авиации военно-воздушных сил государства, предназначенный для поддержки наземных войск. Используется для уничтожения противника на поле боя и нанесения бомбово-штурмовых ударов по наземным объектам в ближайшей глубине обороны противника. В основном, действует на малой высоте или на бреющем полёте. В качестве штурмовиков используются самолёты или вертолёты.

## История
Понятие «штурмовая авиация» в отечественных[каких?] ВВС появилось задолго до создания первого специализированного самолёта-штурмовика. Это произошло в 1927 году, когда было утверждено «Наставление штурмовой авиации» и созданы четыре штурмовые авиаэскадрильи, в 1928 году объединённые в 114-ю штурмовую авиационную бригаду (Гомель). В 1932 году её командиром стал А. А. Туржанский, много сделавший для разработки тактики штурмовой авиации. Под штурмовой авиацией тогда понимали самолёты, действующие против наземных целей бомбометанием и стрельбой с пикирования. До появления специализированных штурмовиков их роль выполняли Р-1, Р-5. Но опыт боевых действий в Испании и других военных конфликтов конца 1930-х годов показал, что без создания специализированного самолёта штурмовая авиация не решает всё усложняющихся боевых задач. Закономерным итогом стало появление такого самолёта, которым стал Ил-2, начавший поступать в войска в марте 1941 года.
Вторая мировая война
К началу Великой Отечественной войны (1941—1945) авиация военных округов состояла из отдельных бомбардировочных, истребительных, смешанных (штурмовых) авиационных дивизий и отдельных разведывательных авиационных полков. Осенью 1942 года авиационные полки всех родов авиации имели по 32 самолёта, летом 1943 года количество самолётов в полках штурмовой и истребительной авиации было увеличено до 40 самолётов.
Приказом министра обороны СССР от 20 апреля 1956 года в составе советских ВВС была упразднена штурмовая авиация, полностью уступив место истребительно-бомбардировочной.
Новая военная доктрина, учитывавшая возможность применения тактического ядерного оружия, по иному рассматривала функции ВВС над полем боя. По мнению тогдашних военных специалистов, основные силы должны были быть направлены для ударов по объектам, расположенным за пределами досягаемости огня сухопутных войск, штурмовик же предназначался прежде всего для действий на передовой.
Штурмовая авиация возрождена с началом боевых действий в Республике Афганистан в 1979 году. В связи с началом боевых действий в Афганистане она стала востребована, штурмовая авиация в СССР возродилась как род авиации именно благодаря своей востребованности в современной войне. Созданный тогда самолёт-штурмовик Су-25 получил крещение именно в Афганистане.
Возрожденная накануне распада СССР штурмовая авиация является основным родом Фронтовой авиации ВВС России. Применялась во всех конфликтах в новейшей истории России (Гражданская война в Таджикистане, Первая чеченская война, Вторая чеченская война, Война в Грузии, Военная операция в Сирии, Российско-украинская война).

## В СССР/России
В начале Великой Отечественной войны в ВВС СССР задачи штурмовой авиации выполняла истребительная авиация, вооруженная самолётами И-15 бис и И-153. Самолёты-штурмовики Ил-2 конструкции Ильюшина только начали поступать в войска.
Основным самолетом-штурмовиком Великой Отечественной войны стал самый многочисленный самолёт ВМВ Ил-2. Во время войны разрабатывались другие модификации самолета. На смену Ил-2 пришел Ил-10. В частях ША самолеты прослужили до перевода частей в ИБА и получения новых реактивных самолетов.
После возрождения ША как рода авиации основным самолетом ША стал Су-25, который претерпевает изменения в оснащении новейшими авиационными и радиотехническими средствами и оборудованием, но по-прежнему остается основным самолетом ША. Самолет Су-25 стал таким же легендарным штурмовиком, как и Ил-2.
В Вооружённых силах СССР и России приняты следующие сокращения для подразделений, частей и соединений штурмовой авиации:
- зв — звено
- шаэ — штурмовая авиационная эскадрилья
- шап — штурмовой авиационный полк
- шад — штурмовая авиационная дивизия
- ШАК — штурмовой авиационный корпус

### Отдельные штурмовые авиационные эскадрильи авиации РККА (ВВС) ВС СССР
В составе авиации ВВС РККА существовала только одна отдельная эскадрилья:
- 46-я ошаэ ВВС ВМФ — 46-я отдельная штурмовая авиационная эскадрилья ВВС ВМФ. В действующей армии (13.08.41 — 11.10.41). Сформирована в составе Днепровской военной флотилии. 08.06.41 г. приписана к Пинской военной флотилии как 46-я ближнеразведывательная аэ. На 22.06.41 г. базировалась на аэродроме Жабчицы близ Пинска. Имела на вооружении 10 самолётов Р-10. Все самолёты были уничтожены или повреждены в ходе авианалетов 22.06.41 г. В соответствии с приказом наркома ВМФ от 12.07.41 г. эскадрилья исключалась из состава Пинской флотилии и была включена в состав ВВС ЧФ, перебазировалась с аэродрома Бузовая на аэродром Ейск и перевооружилась на штурмовики Ил-2. Летный состав должен был переучиваться в Ейском училище им. Сталина. В середине августа 1941 г. в эскадрилью вошли 7 экипажей на Ил-2. Боевое крещение получила 19.08.41 г., находясь в составе Бехтерской авиагруппы. 22.08.41 г. 6 экипажей перелетели на прибрежный аэродром в районе Лузановки Одесского оборонительного района (вероятно, Школьный аэродром). Затем действовала со специально расширенной улицы Чубаевка г. Одессы. Несмотря на пополнение матчастью и летным составом, к 01.09.41 г. в составе эскадрильи имелось 4 исправных и 5 неисправных Ил-2. С 15.09.41 г. за исключением четырёх экипажей, оставшихся в Одессе, входила в состав Фрайдорфской авиагруппы. 29.10.41 г. на аэродроме Чоргунь под Севастополем на базе эскадрильи был сформирован 18-й шап ВМФ.

### Штурмовые авиационные полки авиации РККА (ВВС) ВС СССР
Перечень штурмовых авиационных полков
2-й шап — 2-й штурмовой авиационный полк

2-й шап — 2-й штурмовой авиационный полк (766 шап)

3-й шап — 3-й штурмовой авиационный полк

4-й шап — 4-й штурмовой авиационный ордена Ленина полк

6-й шап — 6-й штурмовой авиационный полк

7-й шап — 7-й штурмовой авиационный полк

8-й шап — 8-й штурмовой авиационный полк

9-й шап — 9-й штурмовой авиационный полк

11-й шап ВМФ — 11-й штурмовой авиационный полк ВВС ВМФ

18-й шап ВМФ — 18-й штурмовой авиационный полк ВВС ВМФ

23-й шап ВМФ — 23-й штурмовой авиационный Николаевский Краснознамённый полк ВВС ВМФ

35-й шап ВМФ — 35-й штурмовой авиационный Таллинский Краснознамённый ордена Ушакова полк ВВС ВМФ

37-й шап ВМФ — 37-й штурмовой авиационный полк ВВС ВМФ

40-й шап — 40-й штурмовой авиационный полк

41-й шап — 41-й штурмовой авиационный Воронежский Краснознамённый полк

45-й шап — 45-й штурмовой авиационный Краснознамённый полк

46-й шап ВМФ — 46-й штурмовой авиационный Печенгский дважды Краснознамённый полк ВВС ЧФ, СФ 

47-й шап ВМФ — 47-й штурмовой авиационный Феодосийский Краснознамённый ордена Ушакова полк ВВС ВМФ

56-й ошап ВМФ — 56-й отдельный штурмовой авиационный Сахалинский полк ВВС ВМФ

57-й пшап ВМФ — 57-й пикировочно-штурмовой авиационный полк ВВС ВМФ

60-й шап ВМФ — 60-й штурмовой авиационный полк ВВС ВМФ

61-й шап — 61-й штурмовой авиационный Краснознамённый полк

62-й шап — 62-й штурмовой авиационный Гродненский ордена Суворова полк

64-й шап — 64-й штурмовой авиационный Кёнигсбергский ордена Кутузова полк

65-й шап — 65-й штурмовой авиационный полк (Белоусова)

65-й шап — 65-й штурмовой авиационный полк (Витрука)

66-й шап — 66-й штурмовой авиационный Киевский полк

74-й шап — 74-й штурмовой авиационный полк

75-й шап (I) — 75-й штурмовой авиационный полк (I)

75-й шап (II) — 75-й штурмовой авиационный полк (II)

76-й шап — 76-й штурмовой авиационный полк

77-й шап — 77-й штурмовой авиационный полк

78-й шап — 78-й штурмовой авиационный полк

103-й шап — 103-й штурмовой авиационный Гродненский Краснознамённый ордена Суворова полк

106-й шап — 106-й штурмовой авиационный Померанский ордена Богдана Хмельницкого полк

135-й шап — 135-й штурмовой авиационный Витебский Краснознамённый полк

136-й шап — 136-й штурмовой авиационный Новогеоргиевский ордена Суворова полк

147-й шап — 147-й штурмовой авиационный полк

160-й шап — 160-й штурмовой авиационный полк

174-й шап — 174-й штурмовой авиационный полк

175-й шап — 175-й штурмовой авиационный полк

190-й шап — 190-й штурмовой авиационный Двинский полк

198-й шап — 198-й штурмовой авиационный Волковыскский Краснознамённый полк

208-й шап — 208-й штурмовой авиационный Станиславский Краснознамённый орденов Суворова и Кутузова полк

210-й шап — 210-й штурмовой авиационный Севастопольский Краснознамённый ордена Кутузова полк

211-й шап — 211-й штурмовой авиационный полк

214-й шап — 214-й штурмовой авиационный Гданьский Краснознамённый полк

215-й шап — 215-й штурмовой авиационный полк

217-й шап — 217-й штурмовой авиационный полк

218-й шап — 218-й штурмовой авиационный Слуцкий Краснознамённый полк

225-й шап — 225-й штурмовой авиационный полк

230-й шап — 230-й штурмовой авиационный полк

232-й шап — 232-й штурмовой авиационный полк

235-й шап — 235-й штурмовой авиационный Проскуровский полк

237-й шап — 237-й штурмовой авиационный полк

241-й шап — 241-й штурмовой авиационный Краснознамённый полк

243-й шап — 243-й штурмовой авиационный Волжский полк

245-й шап — 245-й штурмовой авиационный полк

253-й шап — 253-й штурмовой авиационный полк

264-й шап — 264-й штурмовой авиационный полк

285-й шап — 285-й штурмовой авиационный полк

288-й шап — 288-й штурмовой авиационный полк

289-й шап — 289-й штурмовой авиационный Краснознамённый полк

291-й шап — 291-й штурмовой авиационный полк

299-й шап — 299-й штурмовой авиационный полк

312-й шап — 312-й штурмовой авиационный Белостокский Краснознамённый ордена Суворова полк

313-й шап — 313-й штурмовой авиационный полк

382-й шап — 382-й штурмовой авиационный полк

393-й шап — 393-й штурмовой авиационный полк

397-й шап — 397-й штурмовой авиационный Кёнигсбергский ордена Кутузова полк

398-й шап — 398-й штурмовой авиационный полк

410-й шап — 410-й штурмовой авиационный полк

430-й шап — 430-й штурмовой авиационный полк

431-й шап — 431-й штурмовой авиационный Слуцкий Краснознамённый полк

448-й шап — 448-й штурмовой авиационный Нарвский Краснознамённый полк

451-й шап — 451-й штурмовой авиационный Каменец-Подольский ордена Богдана Хмельницкого полк

502-й шап — 502-й штурмовой авиационный Таманский полк

503-й шап — 503-й штурмовой авиационный ордена Кутузова полк

504-й шап — 504-й штурмовой авиационный полк

505-й шап — 505-й штурмовой авиационный полк

525-й шап — 525-й штурмовой авиационный Ямпольско-Кременецкий Краснознамённый ордена Суворова полк

536-й шап — 536-й штурмовой авиационный полк

537-й шап — 537-й штурмовой авиационный полк

538-й шап — 538-й штурмовой авиационный полк

539-й шап — 539-й штурмовой авиационный ордена Кутузова полк

565-й шап — 565-й штурмовой авиационный Станиславский ордена Суворова полк

566-й шап — 566-й штурмовой авиационный Солнечногорский Краснознамённый ордена Кутузова полк

567-й шап — 567-й штурмовой авиационный Берлинский полк

568-й шап — 568-й штурмовой авиационный полк

569-й шап — 569-й штурмовой авиационный Осовецкий Краснознамённый ордена Суворова полк

570-й шап — 570-й штурмовой авиационный полк

571-й шап — 571-й штурмовой авиационный Остропольский ордена Богдана Хмельницкого полк

590-й шап — 590-й штурмовой авиационный полк

593-й шап — 593-й штурмовой авиационный Новогеоргиевский Краснознамённый полк

594-й шап — 594-й штурмовой авиационный Гдынский ордена Суворова полк

604-й иап — 604-й истребительный авиационный полк

606-й шап — 606-й штурмовой авиационный ордена Кутузова полк

611-й шап — 611-й штурмовой авиационный полк

614-й шап — 614-й штурмовой авиационный Курский полк

615-й шап — 615-й штурмовой авиационный Краснознамённый полк им. Чкалова

617-й шап — 617-й штурмовой авиационный полк

618-й шап — 618-й штурмовой авиационный  Берлинский ордена Суворова полк

619-й шап — 619-й штурмовой авиационный полк

621-й шап — 621-й штурмовой авиационный Оршанский Краснознамённый ордена Суворова полк

622-й шап - 622-й штурмовой авиационный Севастопольский Краснознамённый полк

624-й шап - 624-й штурмовой авиационный Молодечненский орденов Кутузова и Богдана Хмельницкого полк

625-й шап - 625-й штурмовой авиационный полк

637-й шап - 637-й штурмовой авиационный Тарнопольский ордена Богдана Хмельницкого полк

639-й шап - 639-й штурмовой авиационный орденов Суворова и Кутузова полк

655-й шап - 655-й штурмовой авиационный полк

657-й шап - 657-й штурмовой авиационный Гдынский ордена Суворова полк

658-й шап - 658-й штурмовой авиационный Седлецкий ордена Александра Невского полк

667-й шап - 667-й штурмовой авиационный полк

668-й шап - 668-й штурмовой авиационный полк

671-й шап - 671-й штурмовой авиационный полк

672-й шап - 672-й штурмовой авиационный Галацкий орденов Суворова и Кутузова полк

673-й шап - 673-й штурмовой авиационный полк

683-й шап - 683-й штурмовой авиационный Полоцкий Краснознамённый ордена Суворова полк

685-й шап - 685-й штурмовой авиационный полк

686-й шап - 686-й штурмовой авиационный Севастопольский Краснознамённый полк

687-й шап - 687-й штурмовой авиационный полк

688-й шап - 688-й штурмовой авиационный полк

694-й шап - 694-й штурмовой авиационный полк

703-й шап - 703-й штурмовой авиационный Таллинский ордена Кутузова полк

704-й шап - 704-й штурмовой авиационный полк

707-й шап - 707-й штурмовой авиационный Дунайский Краснознамённый ордена Кутузова полк

715-й шап - 715-й штурмовой авиационный Каменец-Подольский Краснознамённый ордена Кутузова полк

723-й шап - 723-й штурмовой авиационный ордена Кутузова полк

724-й шап - 724-й штурмовой авиационный Радомский Краснознамённый полк

735-й шап - 735-й штурмовой авиационный полк

765-й шап - 765-й штурмовой авиационный Варшавский ордена Суворова полк

766-й шап - 766-й штурмовой авиационный Краснознамённый ордена Кутузова полк

775-й шап - 775-й штурмовой авиационный полк

783-й шап - 783-й штурмовой авиационный Танненбергский Краснознамённый полк

784-й шап - 784-й штурмовой авиационный полк

800-й шап - 800-й штурмовой авиационный полк

801-й шап - 801-й штурмовой авиационный полк

805-й шап - 805-й штурмовой авиационный Берлинский ордена Суворова полк

806-й шап - 806-й штурмовой авиационный ордена Суворова полк

807-й шап - 807-й штурмовой авиационный Севастопольский полк

808-й шап - 808-й штурмовой авиационный полк
 
809-й шап - 809-й штурмовой авиационный Каменец-Подольский ордена Богдана Хмельницкого полк

810-й шап - 810-й штурмовой авиационный Режицкий полк

811-й шап - 811-й штурмовой авиационный Витебский ордена Суворова полк

820-й шап - 820-й штурмовой авиационный Киевский полк

825-й шап - 825-й штурмовой авиационный полк

826-й шап - 826-й штурмовой авиационный Витебский орденов Суворова и Кутузова полк

828-й шап - 828-й штурмовой авиационный Свирский ордена Суворова полк

839-й шап - 839-й штурмовой авиационный Новогеоргиевский Краснознамённый полк

843-й шап - 843-й штурмовой авиационный полк

846-й шап - 846-й штурмовой авиационный полк

847-й шап - 847-й штурмовой авиационный полк

849-й шап - 849-й штурмовой авиационный полк

858-й шап - 858-й штурмовой авиационный полк

872-й шап - 872-й штурмовой авиационный ордена Александра Невского полк

873-й шап - 873-й штурмовой авиационный полк

874-й шап - 874-й штурмовой авиационный Слуцкий Краснознамённый полк

893-й шап - 893-й штурмовой авиационный Витебский Краснознамённый полк

904-й шап - 904-й штурмовой авиационный Берлинский ордена Суворова полк

906-й шап - 906-й штурмовой авиационный полк

921-й шап - 921-й штурмовой авиационный полк

943-й шап - 943-й штурмовой авиационный Нарвский Краснознамённый ордена Кутузова полк

944-й шап - 944-й штурмовой авиационный полк

945-й шап - 945-й штурмовой авиационный Берлинский полк

946-й шап - 946-й штурмовой авиационный Брестский полк

947-й шап - 947-й штурмовой авиационный Севастопольский полк

948-й шап - 948-й штурмовой авиационный Оршанский ордена Богдана Хмельницкого полк

949-й шап - 949-й штурмовой авиационный Витебский орденов Суворова и Кутузова полк

950-й шап - 950-й штурмовой авиационный полк

951-й шап - 951-й штурмовой авиационный Нижнеднестровский Краснознамённый ордена Суворова полк

952-й шап - 952-й штурмовой авиационный Оршанский Краснознамённый ордена Кутузова полк

953-й шап - 953-й штурмовой авиационный Витебский орденов Суворова и Кутузова полк

954-й шап - 954-й штурмовой авиационный полк

955-й шап - 955-й штурмовой авиационный Рижский полк

956-й шап - 956-й штурмовой авиационный Виленский орденов Суворова и Кутузова полк

957-й шап - 957-й штурмовой авиационный полк

958-й шап - 958-й штурмовой авиационный Рижский полк

967-й шап - 967-й штурмовой авиационный полк

972-й шап - 972-й штурмовой авиационный полк

973-й шап - 973-й штурмовой авиационный полк

989-й шап - 989-й штурмовой авиационный Черновицкий ордена Кутузова полк

995-й шап - 995-й штурмовой авиационный Измаильский ордена Кутузова полк

996-й шап - 996-й штурмовой авиационный Каменец-Подольский ордена Суворова полк

999-й шап - 999-й штурмовой авиационный Таллинский ордена Суворова полк

1000-й шап - 1000-й штурмовой авиационный полк
Перечень гвардейских штурмовых авиационных полков
Преобразование штурмовых авиационных полков в гвардейские производилось приказом НКО СССР за массовый героизм, мужество и высокое воинское мастерство, проявленное в боях во время Великой Отечественной войны с вручением Гвардейского Боевого Красного Знамени.

6-й гв. шап — 6-й гвардейский штурмовой авиационный Московский ордена Ленина Краснознамённый ордена Суворова полк

7-й гв. шап — 7-й гвардейский штурмовой авиационный Севастопольский ордена Ленина Краснознамённый  полк

7-й гв. шап ВВС ВМФ — 7-й гвардейский пикировочно-штурмовой авиационный Таллинский Краснознамённый ордена Ушакова полк ВВС ВМФ

8-й гв. шап ВВС ВМФ — 8-й гвардейский штурмовой авиационный Феодосийский дважды Краснознамённый полк ВВС ВМФ

15-й гв. шап — 15-й гвардейский штурмовой авиационный Невский Краснознамённый орденов Суворова и Кутузова полк

17-й гв. шап — 17-й гвардейский штурмовой авиационный полк

33-й гв. шап — 33-й гвардейский штурмовой авиационный Воронежский Краснознамённый ордена Суворова полк

43-й гв. шап — 43-й гвардейский штурмовой авиационный Волковыскский Краснознамённый полк

58-й гв. шап — 58-й гвардейский штурмовой авиационный Донской Краснознамённый ордена Суворова полк

59-й гв. шап — 59-й гвардейский штурмовой авиационный Барановичский Краснознамённый ордена Суворова полк

70-й гв. шап — 70-й гвардейский штурмовой авиационный Белорусский Краснознамённый ордена Суворова авиационный полк

71-й гв. шап — 71-й гвардейский штурмовой авиационный Радомский Краснознамённый ордена Суворова полк

74-й гв. шап — 74-й гвардейский штурмовой авиационный Сталинградский Краснознамённый ордена Суворова полк

75-й гв. шап — 75-й гвардейский штурмовой авиационный Сталинградский Краснознамённый ордена Суворова  полк

76-й гв. шап — 76-й гвардейский штурмовой авиационный Мелитопольский Краснознамённый ордена Кутузова  полк

78-й гв. шап — 78-й гвардейский штурмовой авиационный Волжский Краснознамённый полк

79-й гв. шап — 79-й гвардейский штурмовой авиационный Мозырский орденов Суворова и Александра Невского полк

90-й гв. шап — 90-й гвардейский штурмовой авиационный Староконстантиновский Краснознамённый полк

91-й гв. шап — 91-й гвардейский штурмовой авиационный Владимир-Волынский Краснознамённый ордена Кутузова полк

92-й гв. шап — 92-й гвардейский штурмовой авиационный Каменец-Подольский орденов Суворова и Богдана Хмельницкого полк

93-й гв. шап — 93-й гвардейский штурмовой авиационный Рава-Русский ордена Богдана Хмельницкого полк

94-й гв. шап — 94-й гвардейский штурмовой авиационный Владимир-Волынский ордена Богдана Хмельницкого полк

95-й гв. шап — 95-й гвардейский штурмовой авиационный Рава-Русский Краснознамённый полк

108-й гв. шап — 108-й гвардейский штурмовой авиационный Рава-Русский ордена Суворова полк

109-й гв. шап — 109-й гвардейский штурмовой авиационный Владимир-Волынский ордена Богдана Хмельницкого полк

110-й гв. шап — 110-й гвардейский штурмовой авиационный Висленский ордена Александра Невского полк

118-й гв. шап — 118-й гвардейский штурмовой авиационный Курский полк

130-й гв. шап — 130-й гвардейский штурмовой авиационный Братиславский Краснознамённый полк

131-й гв. шап — 131-й гвардейский штурмовой авиационный Будапештский ордена Суворова полк

132-й гв. шап — 132-й гвардейский штурмовой авиационный орденов Богдана Хмельницкого и Александра Невского полк

136-й гв. шап — 136-й гвардейский штурмовой авиационный Сталинский Краснознамённый ордена Суворова  полк

140-й гв. шап — 140-й гвардейский штурмовой авиационный Киевский Краснознамённый ордена Богдана Хмельницкого полк

141-й гв. шап — 141-й гвардейский штурмовой авиационный Сандомирский Краснознамённый ордена Кутузова полк

142-й гв. шап — 142-й гвардейский штурмовой авиационный Сандомирский орденов Богдана Хмельницкого и Александра Невского полк

143-й гв. шап — 143-й гвардейский штурмовой авиационный Львовский орденов Богдана Хмельницкого и Александра Невского полк

144-й гв. шап — 144-й гвардейский штурмовой авиационный Львовский орденов Богдана Хмельницкого и Александра Невского полк

154-й гв. шап — 154-й гвардейский штурмовой авиационный Оршанский Краснознамённый ордена Богдана Хмельницкого полк

155-й гв. шап — 155-й гвардейский штурмовой авиационный Киевский Краснознамённый ордена Кутузова полк

165-й гв. шап — 165-й гвардейский штурмовой авиационный Станиславский Краснознамённый полк

166-й гв. шап — 166-й гвардейский штурмовой авиационный Краснознамённый полк

167-й гв. шап — 167-й гвардейский штурмовой авиационный Староконстантиновский ордена Суворова полк

173-й гв. шап — 173-й гвардейский штурмовой авиационный Слуцкий Краснознамённый ордена Кутузова полк

174-й гв. шап — 174-й гвардейский штурмовой авиационный Слуцкий Краснознамённый полк

175-й гв. шап — 175-й гвардейский штурмовой авиационный Слуцкий Краснознамённый ордена Суворова полк

187-й гв. шап — 187-й гвардейский штурмовой авиационный Краснознамённый полк

188-й гв. шап — 188-й гвардейский штурмовой авиационный Будапештский орденов Кутузова и Александра Невского полк

189-й гв. шап — 189-й гвардейский штурмовой авиационный Брестский ордена Суворова полк

190-й гв. шап — 190-й гвардейский штурмовой авиационный  Будапештский орденов Суворова и Кутузова полк

## Германия

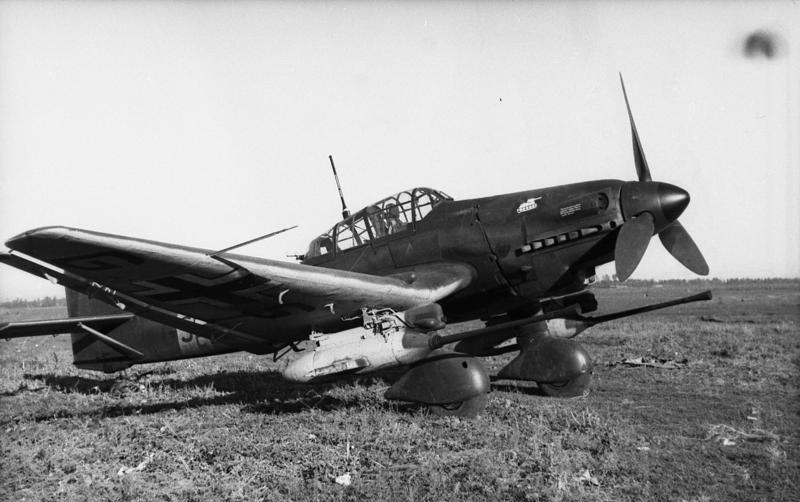
Junkers Ju 87G-1, самый массовый и известный самолёт штурмовой авиации люфтваффе, легендарный «лаптёжник». Модификация с 37-мм авиапушками — истребитель танков.

#### Структура полков штурмовой авиации
Приказом НКО № 305 от 20 августа 1941 года все штурмовые авиаполки, на вооружение которых поступали Ил-2, стали формироваться как двухэскадрильные по 9 самолётов в каждой эскадрилье и 2 самолёта в управлении (штаб) полка (машины командира и штурмана полка) — всего 20 самолётов в полку (штат 015/156).
27.02.1942 г. 230-й скоростной бап переформирован в 230-й штурмовой авиационный полк 3-х эскадрильного состава, на самолетах Ил-2 с мотором АМ −38, впоследствии ставший 130-м гвардейским штурмовым авиационным полком, составом 32 боеготовых экипажей: по 9 экипажей в эскадрильи и 5 самолётов управления.

### Штурмовые авиационные дивизии авиации РККА (ВВС) ВС СССР
Штурмовая авиационная дивизия — основное штурмовое авиационное соединение штурмовой авиации периода Великой Отечественной войны. Всего в составе ВВС РККА насчитывалась 51 штурмовая авиационная дивизия, входившая, как правило в состав авиационного корпуса, либо в состав воздушной армии.
Перечень гвардейских штурмовых авиационных дивизий
Преобразование штурмовых авиационных дивизий в гвардейские производилось приказом НКО СССР за массовый героизм, мужество и высокое воинское мастерство, проявленное в боях во время Великой Отечественной войны с вручением гвардейского Боевого Красного Знамени.

- 1-я гвардейская штурмовая авиационная  Сталинградская ордена Ленина дважды Краснознамённая орденов Суворова и Кутузова дивизия
- 2-я гвардейская штурмовая авиационная  Черниговско-Речицкая ордена Ленина Краснознамённая ордена Суворова дивизия
- 3-я гвардейская штурмовая авиационная Валдайско-Ковельская Краснознамённая ордена Суворова дивизия
- 4-я гвардейская штурмовая авиационная  Киевская Краснознамённая ордена Кутузова дивизия
- 5-я гвардейская штурмовая авиационная Запорожская Краснознамённая ордена Суворова дивизия
- 6-я гвардейская штурмовая авиационная  Запорожская дважды Краснознамённая орденов Суворова и Богдана Хмельницкого  дивизия
- 7-я гвардейская штурмовая авиационная  Дебреценская Краснознамённая дивизия
- 8-я гвардейская штурмовая авиационная  Полтавская Краснознамённая ордена Богдана Хмельницкого дивизия
- 9-я гвардейская штурмовая авиационная  Красноградская Краснознамённая ордена Суворова дивизия
- 10-я гвардейская штурмовая авиационная  Воронежско-Киевская Краснознамённая орденов Суворова, Кутузова дивизия
- 11-я гвардейская штурмовая авиационная  Нежинская Краснознамённая ордена Суворова дивизия
- 12-я гвардейская штурмовая авиационная  Рославльская Краснознамённая ордена Богдана Хмельницкого дивизия
- 15-я гвардейская штурмовая авиационная  Сталинградская Краснознамённая дивизия

Перечень штурмовых авиационных дивизий
- 9-я штурмовая авиационная Ропшинская Краснознамённая ордена Ушакова дивизия ВВС ВМФ
- 11-я штурмовая авиационная Новороссийская дважды Краснознамённая дивизия ВВС ВМФ
- 12-я штурмовая авиационная дивизия ВВС ВМФ
- 96-я штурмовая авиационная Амурская  дивизия
- 136-я штурмовая авиационная Нижнеднестровская ордена Суворова дивизия
- 182-я штурмовая авиационная Тильзитская орденов Суворова и Кутузова дивизия
- 189-я штурмовая авиационная Нижнеднестровская ордена Суворова дивизия
- 196-я штурмовая авиационная Жлобинская Краснознамённая дивизия
- 197-я штурмовая авиационная Демблинская Краснознамённая дивизия
- 198-я штурмовая авиационная Варшавская Краснознамённая дивизия
- 199-я штурмовая авиационная Слонимская Краснознамённая дивизия
- 206-я штурмовая авиационная Мелитопольская Краснознамённая дивизия
- 211-я штурмовая авиационная Невельская ордена Ленина дважды Краснознамённая ордена Суворова  дивизия
- 212-я штурмовая авиационная дивизия
- 214-я штурмовая авиационная Керченская дивизия
- 224-я штурмовая авиационная Жмеринская Краснознамённая дивизия
- 225-я штурмовая авиационная Рижская дивизия
- 226-я штурмовая авиационная дивизия
- 227-я штурмовая авиационная Бердичевская Краснознамённая дивизия
- 228-я штурмовая авиационная дивизия
- 230-я штурмовая авиационная Кубанская Краснознамённая ордена Суворова дивизия
- 231-я штурмовая авиационная Рославльская  дивизия
- 232-я штурмовая авиационная дивизия
- 233-я штурмовая авиационная Ярцевская Краснознамённая ордена Суворова дивизия
- 238-я штурмовая авиационная дивизия
- 243-я штурмовая авиационная дивизия
- 248-я штурмовая авиационная Порт-Артурская  дивизия
- 251-я штурмовая авиационная Краснознамённая дивизия
- 252-я штурмовая авиационная Краснознамённая дивизия
- 253-я штурмовая авиационная Амурская дивизия
- 260-я штурмовая авиационная Свирская Краснознамённая ордена Суворова дивизия
- 261-я штурмовая авиационная Свирская ордена Суворова дивизия
- 264-я штурмовая авиационная Киевская Краснознамённая дивизия
- 266-я штурмовая авиационная Полтавская дивизия
- 267-я штурмовая авиационная дивизия
- 277-я штурмовая авиационная Красносельская Краснознамённая орденов Суворова и Кутузова дивизия
- 280-я штурмовая авиационная Островская дивизия
- 281-я штурмовая авиационная Новгородская Краснознамённая дивизия
- 289-я штурмовая авиационная Никопольская Краснознамённая дивизия
- 290-я штурмовая авиационная дивизия
- 291-я штурмовая авиационная Киевская дивизия
- 292-я штурмовая авиационная Красноградская дивизия
- 299-я штурмовая авиационная Нежинская Краснознамённая ордена Суворова дивизия
- 300-я штурмовая авиационная Томашувская ордена Суворова дивизия
- 305-я штурмовая авиационная Павлоградская Краснознамённая  дивизия
- 306-я штурмовая авиационная  Нижнеднепровская Краснознамённая ордена Суворова  дивизия
- 307-я штурмовая авиационная Лидская Краснознамённая ордена Суворова дивизия
- 308-я штурмовая авиационная Краковская Краснознамённая ордена Суворова  дивизия
- 311-я штурмовая авиационная Молодечненская Краснознамённая дивизия
- 316-я штурмовая авиационная Мукденская дивизия
- 332-я штурмовая авиационная Витебская Краснознамённая дивизия
- 335-я штурмовая авиационная Витебская ордена Ленина Краснознамённая ордена Суворова дивизия

### Штурмовые авиационные корпуса авиации РККА (ВВС) ВС СССР
Перечень гвардейских штурмовых авиационных корпусов
| Корпус                                       | Почетное наименование    | До присвоения (переименования)               | Дата присвоения (переименования) |
| -------------------------------------------- | ------------------------ | -------------------------------------------- | -------------------------------- |

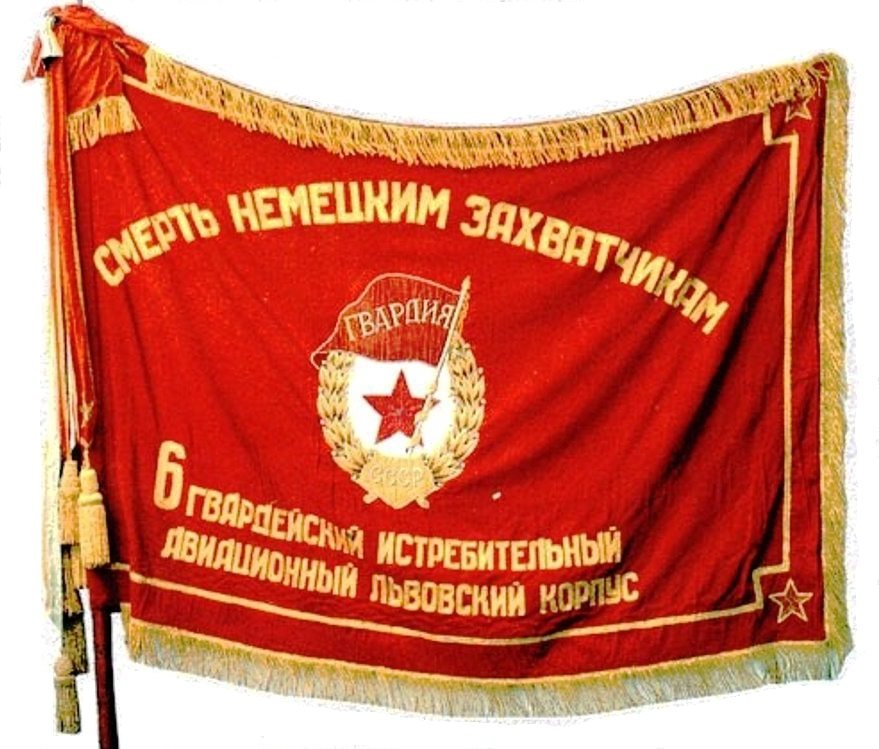
Боевое знамя 6-го гв. иак

| 1-й гвардейский штурмовой авиационный корпус | Кировоградско-Берлинский | 1-й штурмовой авиационный корпус             | 05.02.1944                       |
| 2-й гвардейский штурмовой авиационный корпус | Владимир-Волынский       | 1-й гвардейский смешанный авиационный корпус | 28.09.1944                       |
| 3-й гвардейский штурмовой авиационный корпус | Смоленско-Будапештский   | 2-й штурмовой авиационный корпус             | 27.10.1944                       |

Перечень штурмовых авиационных корпусов
- 1-й штурмовой авиационный Кировоградский корпус[3]
- 2-й штурмовой авиационный Смоленский Краснознамённый корпус[4]
- 3-й штурмовой авиационный Минский ордена Кутузова корпус
- 4-й штурмовой авиационный корпус[5]
- 5-й штурмовой авиационный Винницкий Краснознамённый орденов Кутузова и Богдана Хмельницкого корпус[6]
- 6-й штурмовой авиационный Люблинский Краснознамённый корпус
- 7-й штурмовой авиационный Севастопольский корпус[6]
- 8-й штурмовой авиационный Львовский корпус
- 9-й штурмовой авиационный Лодзинский Краснознамённый корпус[7]
- 10-й штурмовой авиационный Одесско-Венский корпус[7]

## Участие в войнах и локальных конфликтах

### Применение штурмовой авиации в Афганистане (1979—1989)

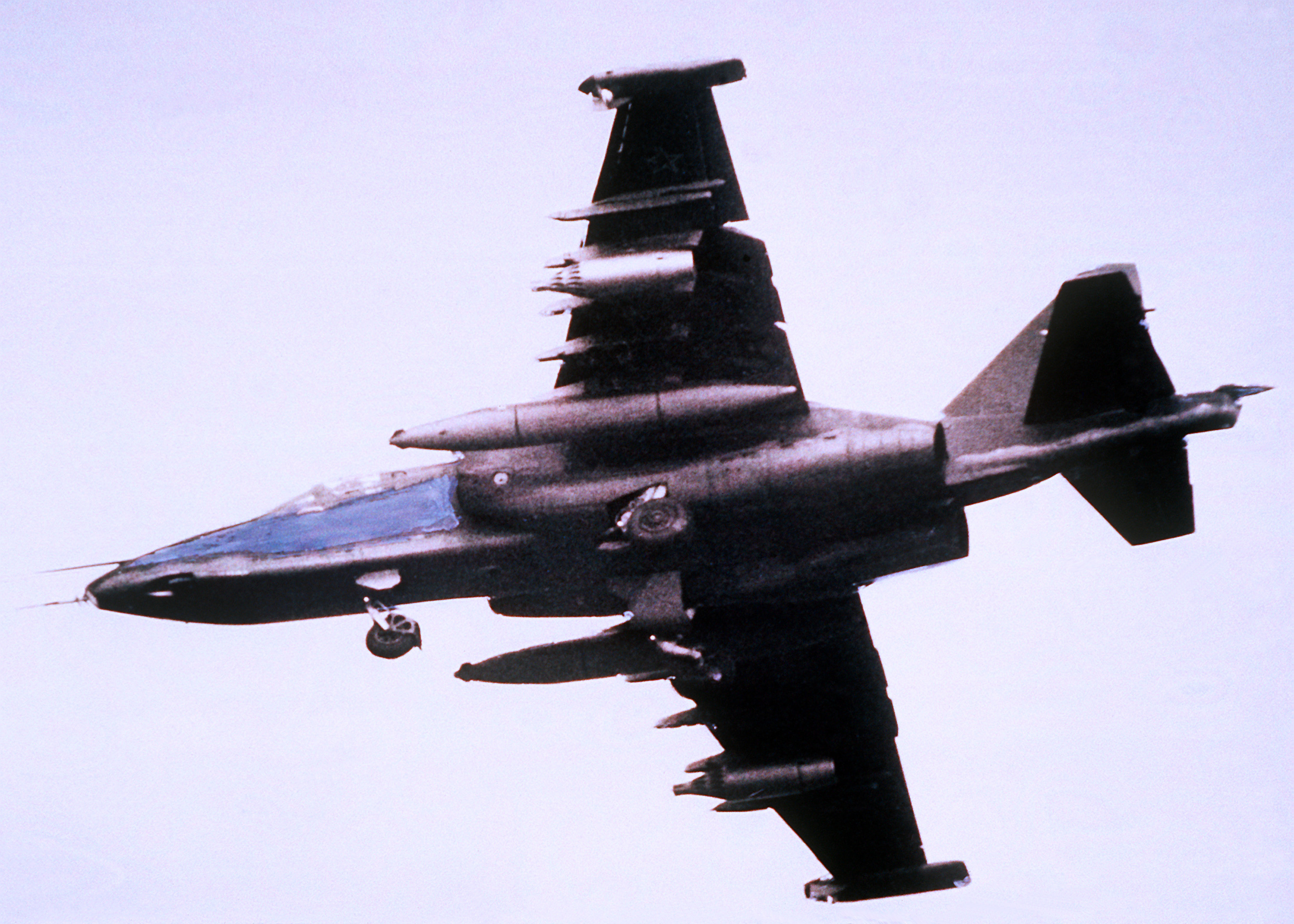
Советский штурмовик Су-25

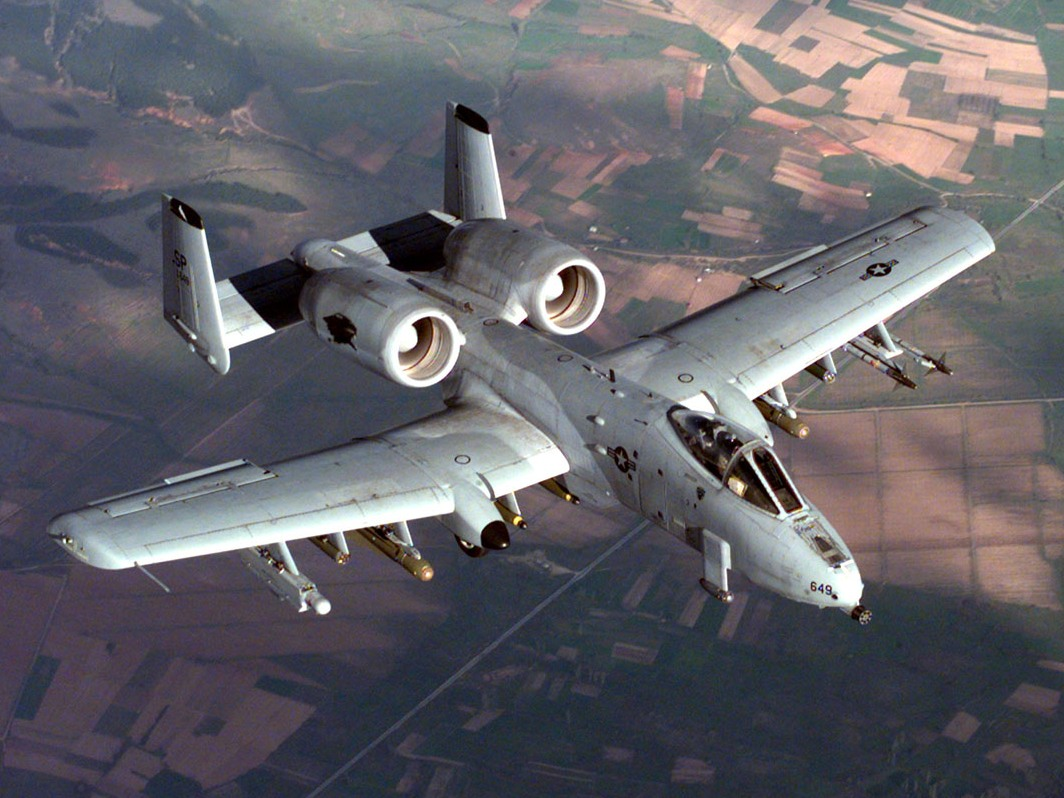
Американский штурмовик A-10 Thunderbolt II

Вся авиация в Афганистане входила в состав 34-го смешанного авиационного корпуса (34 САК), на базе которого были сформированы ВВС 40 А. ША была представлена одним полком и одной отдельной эскадрильей штурмовой авиации:
- 200-я ошаэ Су-25, Шинданд (1980—1984)
- 378-й шап Су-25, Кандагар (сформирован в 1984 году на базе 200-й ошаэ)

Основной самолёт-штурмовик — Су-25.

Во время войны проходил испытания самолет вертикального взлета и посадки Як-38. В апреле 1980 года четыре Як-38 в испытательных целях направили в Афганистан, где они действовали в течение четырех месяцев с ограниченных площадок в условиях высокогорья. Один самолёт был потерян по небоевой причине.
В боевых действиях принимали участие лётчики нескольких полков из СССР (в частности 187-го шап ДВО, 80-го шап ЗакВО, 90-го шап ПрикВО). Причем, в отличие от истребительной и истребительно-бомбардировочной авиации, лётчики летали на одних и тех же самолетах, которые использовались до полной выработки ресурса (если, конечно, их до этого не сбивали).
Потери
Всего за время боевых действий в РА было потеряно — 36 Су-25 и 1 Як-38, за исключением получивших повреждения, но позже полностью восстановленных.
Особо отличившиеся лётчики:
- Герой Советского Союза (посмертно) Константин Павлюков, выпускник Барнаульского ВВАУЛ 1984 года
- Герой Советского Союза Александр Руцкой, выпускник Барнаульского ВВАУЛ 1971 года (дважды сбит)

Применение штурмовой авиации в Таджикистане
Применение штурмовой авиации в Первой чеченской войне
Применение штурмовой авиации во Второй чеченской войне
Применение штурмовой авиации в войне в Грузии в 2008 году
Короткий период ведения успешных боевых действий не позволил в полной мере проявить себя в конфликте ША. Но полки ША, выполнявшие задачи по поддержке наступающих войск произвели определенное количество боевых вылетов.
Согласно официальным российским источникам, в ходе войны было потеряно три штурмовика Су-25.
Отличившиеся лётчики
- Герой России Сергей Иванович Кобылаш, полковник, командир 368-го штурмового авиационного полка 1-й гвардейской смешанной авиационной дивизия 4-го Командования ВВС и ПВО
- Герой России Иван Иванович Конюхов, майор, командир звена 461-й штурмового авиационного полка 1-й гвардейской смешанной авиационной дивизия 4-го Командования ВВС и ПВО
- Герой России Иван Владимирович Нечаев, капитан, заместитель командира авиационной эскадрильи по воспитательной работе 368-го штурмового авиационного волка 1-й гвардейской смешанной авиационной дивизии 4-го командования ВВС и ПВО